# Петър Първи (хребет)
Петър Първи (на руски: Петра Первого хребет) е мощен планински хребет в северозападната част на Памир, разположен на територията на Таджикистан. Простира се от запад на изток на протежение около 180 km. На запад започва от сливането на реките Обихингоу и Сурхоб (лява и дясна съставящи на Вахш), а на изток се свързва с меридионалния хребет Академия на Науките в района на най-високия му връх Исмаил Самани (Комунизъм). На север със стръмни склонове се спуска към река Сурхоб и лявата съставяща я Муксу, а на юг – към река Обихингоу. Максимална височина връх Москва 6785 m, (38°55′59″ с. ш. 71°54′27″ и. д. / 38.933056° с. ш. 71.9075° и. д.), издигащ се в източната му част, на 20 km западно от най-високата точка на Памир връх Исмаил Самани (Комунизъм). Други по-високи върхове са: Агасис (5877 m), Пулисангин (5222 m) и др. Изграден е от пясъчници и конгломерати. Източните му части са обхванати от целогодишни снегове и ледници (487 броя, Саграм, Гандо и др.) с обща площ 480 km². Долнате части на склоновете му в западната част са заети от орехови и кленови гори, нагоре следват редки гори и храсти, а билните му части са покрити с планински степи, субалпийски и алпийски пасища. Хребетът Петър Първи е открит и първоначално изследван от видния изследовател на Средна Азия Василий Ошанин през 1878 г.

## Топографска карта
- J-42-Б М 1:500000[2]